# Michel Dugast Rouillé
Pour les articles homonymes, voir Dugast.
Œuvres principales
- Les Grands mariages des Habsbourg (1955)
- Le Nobiliaire de France (1972-1981)
- Charles de Habsbourg : le dernier empereur (1991)

Michel Dugast Rouillé est un médecin, généalogiste et historien français, spécialiste du XVIIIe siècle, de l’Autriche et de la noblesse française. Né le 9 juin 1919 à Nantes en Loire-Atlantique, il meurt le 14 juin 1987 à Saint-Nazaire.
Ses travaux généalogiques dans les années 1970 sur la noblesse française, publiés dans la collection Le Nobiliaire de France, font scandales et résonnent au-delà des frontières de l’Hexagone. Historien spécialiste de l’Autriche et de l’art baroque, il publie plusieurs ouvrages sur les Habsbourg et l’histoire de l’Europe. En 1991, paraît la première biographie en langue française de Charles de Habsbourg, le dernier empereur et roi apostolique, sur laquelle il travaillait depuis de longues années.

## Biographie

### Jeunesse et études
D’origine bretonne (Josselin, Morbihan), Michel Dugast Rouillé naît le 9 juin 1919 à Nantes, sur la rive droite de la Loire. Il fait ses études secondaires à l’Institution Richelieu à La Roche-sur-Yon, puis à l’externat des Enfants-Nantais à Nantes.
Il poursuit ses études à la Faculté de médecine de Paris et à l’Institut d'études politiques de Paris (section des relations internationales),. Pendant la Seconde Guerre mondiale, il est versé à sa demande dans l’artillerie et passe par l’École Militaire de l'Artillerie de Fontainebleau.

### Le médecin
En 1951, il soutient sa thèse de médecine sur la morphologie du visage, dont il publie un livre l’année suivante sous le titre de Morphologie. Prosopologie et myopsychothérapie faciale, traduit en allemand en 1956. Il se spécialise dans les questions de nutrition, de sexologie et d’esthétique, et publie plusieurs ouvrages sur ces thèmes dans les quinze années suivantes. Il est professeur à l’Institut Supérieur de l’Alimentation de Paris de 1951 à 1971.
En 1953, le docteur Dugast Rouillé participe à la réalisation du film Les Enfants de l'amour en raison de l’autorité qu’il a acquise sur les questions morales et sexuelles par ses livres : Catholicisme et sexualité paru avec l’imprimatur de l’Archevêché de Paris et Physiologie de l’acte sexuel. Étude médicale sur la 'reservata' paru la même année. En 1956, paraît Grossesse sans trouble, maternité heureuse, traduit en espagnol l’année suivante.
Il ouvre son cabinet de médecine à Boulogne-sur-Seine en 1956 et collabore à divers périodiques spécialisés.
À la suite du décès de sa mère, Michel Dugast Rouillé retourne aux sources et publie en 1970 un recueil de contes et légendes de Bretagne, Légendes et histoires fantastiques de ma Bretagne.
En 1986, paraît un essai sur l’héritage de Freud, La Psychanalyse devant la morale et la religion, dans lequel il prend position contre la psychanalyse à la suite de son préfacier, le docteur Baruk.

### La collection duNobiliaire de France
Dès les années 1960, le docteur Dugast Rouillé travaille sur une œuvre monumentale de généalogie : réunir, pour la première fois dans une même publication, tous les éléments concernant les familles actuelles de la noblesse française, c’est-à-dire l’origine des familles, leur nom patronymique et les personnes elles-mêmes. Il met quatorze ans pour rassembler la documentation et les preuves nécessaires à son Nobiliaire de France. Il écrit individuellement à tous les chefs de famille et chefs de branche, mais moins de dix pour cent répondent aux demandes de renseignements concernant leur famille.
En 1972 et 1973, paraissent successivement les deux volumes de la première édition de ses recherches, sous le titre Le Nobiliaire de France,. Face aux critiques, aux omissions et aux nécessaires corrections, il publie trois ans plus tard une seconde édition corrigée et exacte (sans prétendre être complète) : un gros ouvrage en deux tomes qui fait état de quatre mille familles qui constituent le dernier carré de la noblesse en France,.
Il complète son travail en 1978 et 1979 par la publication des Notables ou la "Seconde noblesse",. Ces troisième et quatrième tomes de la collection présentent la « noblesse d’apparence », les noms de famille sans titre, sans existence juridique prouvée de noblesse. Après les deux premiers tomes qui ont déclenché l’offuscation des familles non répertoriées, ces deux nouveaux ouvrages déchaînent de nouvelles passions dans les milieux de la noblesse française. Ils lui valent même quelques procès devant les tribunaux,,. Les ouvrages de la collection du Nobiliaire de France sont précieux aux chercheurs et aux passionnés de généalogie et de noblesse française.
En octobre 1982, Michel Dugast Rouillé est candidat à la succession du duc de Levis-Mirepoix à l’Académie française,. Il ne sera pas élu.

### L'historien et l’Autriche
Passionné d’histoire depuis ses années à Science Po, Michel Dugast Rouillé est membre de la Société française d'héraldique et de sigillographie et de la Société des études historiques. Il publie en 1955 Les Grands mariages des Habsbourg, préfacé par S.A.R. le prince François-Xavier de Bourbon-Parme, en collaboration avec Hubert Cuny et le baron Hervé Pinoteau : œuvre à la fois historique, généalogique et héraldique, elle liste le récit des fiançailles et des mariages des grands empereurs d’Occident, la généalogie complète de la famille des Habsbourg depuis l’an 550 (preuves à l’appui) et les quartiers de chaque empereur. Qu’il relate l’histoire du romanesque mariage de François-Joseph avec Élisabeth de Bavière, Sissi, ou celle du mariage de Maximilien Ier avec Anne de Bretagne, cet ouvrage, dont le prince Xavier de Bourbon dit en introduction « qu’il constitue un livre de fonds auquel les chercheurs de l’avenir devront se référer », montre combien cette grande famille comprit l’importance de la 'politique des mariages' et avec quelle diplomatie elle la pratiqua au cours des siècles, assurant ainsi la puissance de sa Maison.
Ce livre est le début d’une longue série sur l’Autriche et l’histoire de l’Europe. En 1960, paraît l’Histoire de l'Europe en tableaux de l'an 1 à 1960, puis les planches successives de l’Encyclopédie généalogique des maisons souveraines du monde. Lignées souveraines jusqu’en 1966. L’année suivante, Michel Dugast Rouillé publie Les Maisons souveraines de l'Autriche. Babenberg, Habsbourg, (Habsbourg d'Espagne), Habsbourg-Lorraine, (Lorraine).
Amoureux de l’art baroque, il anime de nombreuses conférences pour présenter l’architecture baroque en Europe. En 1983, il donne une conférence au Sénat.
En 1985 paraît L'Ombre de Clemenceau à Mayerling. Michel Dugast Rouillé y développe et démontre la thèse de l’assassinat politique (par des puissances étrangères) du jeune archiduc Rodolphe d'Autriche au drame de Mayerling, sur la base de ses longues recherches et des confidences de l’impératrice Zita qu’il rencontra personnellement à plusieurs reprises,.
Michel Dugast Rouillé meurt accidentellement le 14 juin 1987 , avant d’avoir vu paraître ses derniers travaux sur Charles Ier d'Autriche.
Ce n’est qu’en 1991 que paraît sa biographie de Charles de Habsbourg : le dernier empereur, publié à titre posthume, la première biographie de Charles Ier en langue française. Nourrie de ses fréquents entretiens avec la famille des Habsbourg et avec plusieurs témoins de la fin de vie de l’empereur, cette biographie conte la vie du dernier empereur d’Autriche-Hongrie, tenace, courageux et intelligent, qui n’aimait que la paix et ne régna que sur des États plongés dans la guerre. Après la béatification de l’empereur en 2004, la biographie de Michel Dugast Rouillé paraît l’année suivante en espagnol avec un prologue de S.A.I.et R. Rodolphe, archiduc d’Autriche, fils de Charles Ier.
Les œuvres du docteur Dugast Rouillé sont disponibles dans plusieurs bibliothèques (trouver un de ses livres : (interface en allemand) dans le Karlsruher Virtueller Katalog (KVK) de l’Université de Karlsruhe), notamment à la Bibliothèque nationale de France à Paris et à la Bibliothèque du Congrès à Washington.

## Publications

### Collection duNobiliaire de France
- Le Nobiliaire de France, Tome I [A-K], Nantes, Dr. M. Dugast Rouillé (Lyon, Impr. Réunies de Lyon), 1972[28] (BNF 34327828) (BNF 35109082).
- Le Nobiliaire de France, Tome II [L-Z], Nantes, Dr. M. Dugast Rouillé (Lyon, Impr. Réunies de Lyon), 1973[28] (BNF 35120769).
- Le Nobiliaire de France, Tome I [A-K], 2e éd. (En appendice, liste des familles de la noblesse belge actuelle), Nantes, Dr. M. Dugast Rouillé (Lezay, Impr. G. Pairault), 1975[29] (BNF 34300180) (BNF 34705349).
- Le Nobiliaire de France, Tome II [L-Z], 2e éd., Nantes, M. Dugast Rouillé (Dôle, Impr. Presses jurassiennes), 1976[29] (BNF 34705350).
- Les Notables ou la "Seconde noblesse", Tome III [A-K], 2e éd., Nantes, Dr. M. Dugast Rouillé (Guérande, Impr. de la Presqu’île guérandaise), 1978[30] (BNF 34617732) (BNF 38779045).
- Les Notables ou la "Seconde noblesse", Tome IV [L-Z], 2e éd., Nantes, Dr. M. Dugast Rouillé (Guérande, Impr. de la Presqu’île guérandaise), 1979[30] (BNF 36599353) (BNF 38779045).
- Le Nobiliaire de France et les Notables, Addenda et Errata, Nantes, Dr. Dugast Rouillé, 1981.

### Ouvrages (hors Collection duNobiliaire de France)
- La Faculté de médecine de Vienne à travers l’histoire, Dr. M. Dugast Rouillé, s.l.n.d. (BNF 32987661).
- Concordances de la prosopologie et myopsychothérapie faciale, Paris, G. Doin & Cie. Éditeurs, 1951 (BNF 32053345).
- Morphologie. Prosopologie et myopsychothérapie faciale (Préface du Dr. Alfred Thooris), Paris, G. Doin & Cie. Éditeurs (Ancenis, Impr. H. Avis), 1952 (BNF 31464520) (BNF 32053355).
- Catholicisme et sexualité, Paris, Éditions du Levain (Courbevoie, Impr. la Cootypographie), 1953 (BNF 32053352).
- Physiologie de l’acte sexuel. Étude médicale sur la 'reservata', Paris, Institut de sexologie familiale (Impr. la Technique du Livre), 1953 (BNF 33916939).
- Les Grands mariages des Habsbourg (Préface de S.A.R. le prince Xavier de Bourbon), avec la collaboration de Hubert Cuny et du baron Hervé Pinoteau, Paris, Saffroy (Impr. de Baguenier-Desormeaux), 1955 (BNF 32531628).
- (de)  Gesicht und Psyche : Ihre Zusammenhänge in anatomischer, psychologischer und psychotherapeutischer Darstellung, München, J.F. Lehmanns Verlag, 1956 (DNB 451014901).
- Grossesse sans trouble, maternité heureuse, un beau bébé. Guide pratique de la femme enceinte, Paris, Institut de sexologie familiale (Courbevoie, Impr. la Cootypographie), 1956 (BNF 33916938).
- (es)  Guía práctica de la mujer encinta: embarazo tranquilo, maternidad felíz, un niño sano, Buenos Aires, Editorial Victor Leru, 1957.
- L’homme a-t-il un âge critique ?, Paris, Éditions du Levain, 1959[31].
- La femme de 40 ans, Paris, Éditions du Levain, 1959[31].
- Physiologie de l’acte sexuel (Nouvelle édition augmentée et entièrement remaniée) (Faux-titre : Étude médicale sur la physiologie de l’acte sexuel ou Conditions de l’eupareunie), 2e éd., Paris, Éditions du Levain (Courbevoie, Impr. la Cootypographie), 1959 (BNF 32987664).
- Histoire de l'Europe en tableaux de l'an 1 à 1960, Paris, 1960 (BNF 32987662).
- Pointes et paradoxes, Guérande, Michel Dugast Rouillé (Impr. de la Presqu’île guérandaise), 1963 (BNF 32987665).
- Toujours belle, la ménopause facile, Paris, Éditions du Levain (Asnières, Impr. la Cootypographie), 1965 (BNF 32987666).
- Les Maisons souveraines de l'Autriche. Babenberg, Habsbourg, (Habsbourg d'Espagne), Habsbourg-Lorraine, (Lorraine), Dr. M. Dugast Rouillé (Lyon, Impr. réunies de Lyon), 1967 (BNF 32987663).
- Cosi fan tutte (Illustrations de Roseline Sirouy), Alicante, Michel Dugast Rouillé (Impr. de Murcia), 1967 (BNF 32987660).
- Légendes et histoires fantastiques de ma Bretagne (Illustrations de R. Sirouy), Paris, Dugast Rouillé, 1970 (BNF 35424009).
- (it)  Fisiologia dell'atto sessuale, Torino, Borla, 1971 (BNCF Inventorio n°CF990127481).
- La Psychanalyse devant la morale et la religion (Préface du Dr. Baruk), Montsûrs, Éditions Résiac, 1980 (BNF 34730737)  (ISBN 2-902851-03-0).
- L'Ombre de Clemenceau à Mayerling, Saint-Herblain, CID Éditions, 1985 (BNF 34835582)  (ISBN 2-904-633-07-3).
- Descendance, ascendance de Charles et Zita de Habsbourg : empereur et impératrice d'Autriche, Saint-Herblain, CID Éditions, 1985 (BNF 34880681)  (ISBN 2-904-633-11-1).
- La Psychanalyse devant la morale et la religion, 2e éd., Montsûrs, Éditions Résiac, 1986 (BNF 34907779)  (ISBN 2-85268-001-7).
- Les 32 quartiers de Louis XVII, Saint-Herblain, CID Éditions, 1987.
- Charles de Habsbourg : le dernier empereur 1887-1922 (Préface de Pierre Chaunu), Paris – Louvain-la-Neuve, Éditions Duculot (Impr. en Belgique), 1991 (BNF 35461012)  (ISBN 2-8011-0950-9).
- Charles de Habsbourg : le dernier empereur, 2e éd., Bruxelles, Éditions Racine, 2003  (ISBN 2-87386-290-4).
- (es)  Carlos de Habsburgo: el último emperador, Madrid, Ediciones Palabra, 2005  (ISBN 84-8239-900-4).

### Collaborations
- Encyclopédie généalogique des maisons souveraines du monde. Lignées souveraines, Dr. Gaston Sirjean, Paris, Éd. Sirjean (Impr. Durand), 1959-1966 (BNF 32634434) (BNF 33176141) (BNF 33176142) (BNF 33176143) (BNF 33176144) (BNF 33176145) (BNF 33176146) (BNF 33176147) (BNF 33176148).
- Les seize quartiers généalogiques des Capétiens, Jean-Dominique de Joannis, Lyon, Sauvegarde historique, 1965 (BNF 33057122).
- L’Auguste Maison de Lorraine, Jean de Pange et Otto de Habsbourg, Lyon, éditions Dugast Rouillé, 1966.
- Le Grand Blottereau, Anne-Claire Déré, Nantes, Association pour la sauvegarde et la restauration du Grand-Blottereau[32], 1985.

### Articles de presse (quelques exemples)
- Cahiers d’homéopathie et de thérapeutiques, année 1948, 4e fascicule.
- « Tendances actuelles de la typologie dans le monde », dans Gazette médicale de France, Paris, 1er août 1948.
- « Les signes de la longévité », dans Psyché (Revue internationale des sciences de l’homme et de psychanalyse), No 23-24, septembre-octobre 1948, pp. 1102-1107.
- « Le père de l’antisepsie – Semmelweis », dans Miroir de l’Histoire, No 6, 1er juillet 1950, pp. 72 et suiv.
- « Valeur du visage », dans Les Nouvelles esthétiques, Paris, avril 1952.
- « Les rides du visage », dans Industries de la parfumerie, Paris, Vol. 10 – No 4, avril 1955, pp. 145-146.
- « Si Perrault m’était conté ou... la véritable histoire du marquis de Carabas », dans La Revue française de généalogie, Paris, No 36, février-mars 1985, pp. 16-18.
- « La famille de Habsbourg », dans Dynastie (Le Magazine mensuel des grandes familles), Paris, No 3, octobre 1985, pp. 6-10.
- « La morphologie des joues », dans Les Nouvelles esthétiques, Paris, janvier 1986, p. 51.

## Distinctions

### Décorations étrangères
- Autriche : Croix d’honneur des Lettres et des Arts[5].
- Saint-Siège (Vatican) : Croix du Latran[4],[5].
- Saint-Siège (Vatican) :  Chevalier de l'ordre de Saint-Sylvestre et de l’Association des chevaliers pontificaux[5].